# Bièvres (Aisne)
Bièvres é uma comuna francesa na região administrativa de Altos da França, no departamento de Aisne. Estende-se por uma área de 2,64 km². Em 2010 a comuna tinha 93 habitantes (densidade: 35,2 hab./km²).